# Wang Chengkuai
Wang Chengkuai (Chinees: 王成快, Wenzhou, 23 januari 1995) is een Chinees voetballer die bij Zibo Cuju speelt. Hij speelt als aanvallende middenvelder.

## Clubcarrière

### Jeugd
Wang speelde voor twee regionale voetbalscholen voor hij in de jeugdopleiding van Dalian Shide kwam. Met China onder 14 nam hij deel aan de Aziatische jeugdspelen in 2009. In augustus 2012 werd hij afgetest bij FC Barcelona. Wang liep in zowel in 2012 als in januari 2013, samen met landgenoot Wei Shihao, stage bij Ajax. Eind 2012 hield Dalian Shide op te bestaan.

### AFC Ajax
Op 2 oktober 2013 maakte Ajax bekend dat Wang Chengkuai een contract tekende bij de Amsterdamse club wat loopt tot en met 1 september 2015. Wang was hiermee de eerste Chinese speler in de clubhistorie die onder contract staat bij Ajax.
Wang zou gedurende het seizoen 2013/14 aansluiten bij Jong Ajax. Wang debuteerde op 11 november 2013 in het betaald voetbal voor Jong Ajax in de Jupiler League wedstrijd thuis tegen De Graafschap. Hij werd na 63 minuten gewisseld voor Branco van den Boomen. Jong Ajax verloor in eigen huis met 1-2 na doelpunten van Piotr Parzyszek en Anco Jansen.

### Portugal
Op 19 augustus 2014 maakte Ajax bekend dat Wang per direct de overstap zou maken naar het Portugese SC Coimbrões dat uitkomt in de Campeonato Nacional de Seniores op het derde niveau. In het seizoen 2015/16 speelde hij voor Gondomar SC.

### Shenzhen Xiangxue
Op 6 juli 2016 keerde hij terug naar China om bij Shenzhen Xiangxue te gaan spelen.

## Carrièrestatistieken
| Seizoen | Club              |                    | Competitie                      | Competitie | Competitie |
| Seizoen | Club              | Wed.               | Competitie                      | Dlp.       |            |
| ------- | ----------------- | ------------------ | ------------------------------- | ---------- | ---------- |
| 2013/14 | Jong Ajax         | Vlag van Nederland | Eerste divisie                  | 2          | 0          |
| 2014/15 | Jong Ajax         | Vlag van Nederland | Eerste divisie                  | 0          | 0          |
| 2014/15 | SC Coimbrões      | Vlag van Portugal  | Campeonato Nacional de Seniores | 6          | 0          |
| 2015/16 | Gondomar SC       | Vlag van Portugal  | Campeonato Nacional de Seniores | 8          | 0          |
| 2016    | Shenzhen Xiangxue | Vlag van China     | Jia League                      |            |            |
| Totaal  | Totaal            | Totaal             | Totaal                          | 16         | 0          |